# Baltijsk
Baltijsk (rusko Балтийск, nemško Pillau) je morsko pristanišče in upravno središče Baltijskega območja v Kaliningrajski oblasti v Rusiji. Je na severnem delu Vistulskega rta, na obali Baltijskega preliva. Leta 2021 je imelo mesto 33.946 prebivalcev.
V mestu je glavno mornariško oporišče za ladje Baltske flote. Mesto je s Sankt Peterburgom povezano s trajektom.
Baltijsk je bil sprva stara pruska ribiška vas, ki je bila ustanovljena na obali Vistulskega rta v 13. stoletju. Vas se je imenovala »Pile« ali »Pil«, kar lahko izhaja iz stare pruske besede za utrdbo – »pils«. Vas so nato zavzeli tevtonski vitezi in ime se je razvilo v nemško obliko Pillau. Med tridesetletno vojno so po zmagi nad Poljsko-litovsko državo pristanišče zavzeli Švedi in kralj Gustav Adolf je maja 1626 tam pristal s svojimi okrepitvami. Po miru v Altmarku leta 1629 so Švedi Pillau obdržali in začeli nadgrajevati krajevne utrdbe ter zgradili zvezdasto trdnjavo, ki ostaja še danes eno od mestnih razpoznavnih znakov. Leta 1635 so državljani Pillaua plačali odkupnino 10.000 tolarjev in švedske sile so predale naselje elektorju Brandenburga.
Do konca 17. stoletja je Pillau opazno zrasel. Peter Veliki je mesto obiskal trikrat. Leta 1725 prejme Pillau mestne pravice in zgrajena je bila baročna mestna hiša, ki je bila uničena ob koncu druge svetovne vojne.